# ちょびリッチプレゼンツ ドランクドラゴンのドラゴンタイム
ちょびリッチプレゼンツ ドランクドラゴンのドラゴンタイムは、ニッポン放送で放送されていたラジオ番組。「ドランクドラゴンのドラゴンアワー」として2005年10月6日放送開始、2007年3月26日放送終了。2007年4月より、同局で「ドランクドラゴンのオールナイトニッポンR」を担当している。

## 概要
「ドランクドラゴンのドラゴンアワー」は、ドランクドラゴンにとって初のニッポン放送のレギュラーであり、冠番組でもあった。2005年12月には3週にわたって東京03がゲスト。ジングルは、塚地が鈴木の事をネタにするが、鈴木は一言もしゃべっていない事が多かった。

## パーソナリティ
- ドランクドラゴン
  - 塚地武雅
  - 鈴木拓

## 放送時間
- 毎週木曜 20時30分 - 20時50分 （2005年10月～2006年3月）
- 毎週日曜 25時30分 - 25時50分 （2006年4月～2006年10月）
- 毎週月曜 20時30分 - 20時50分 （2006年10月～2007年3月）

## コーナー
- 妄想音喜利
あるシチュエーションに合った、新しい音をリスナーに考えてもらう。
紹介した音は、放送終了直後から、この番組のスポンサーである日本エンタープライズの携帯電話サイト「うた＆メロ取り放題☆」からダウンロードできるようになっている。
- ドラゴンアワー着バラエティー
ケータイの着うたのネタのコーナー
テーマのネタを毎週募集し、毎週一番面白かったネタを裏ドラ賞として選び、それをつなげて着うたにして、ダウンロード出来るようにしよう。という企画。
また、投稿者のほとんどは住所・氏名などを面白く偽っている事が多い。
ちなみに2006年8月のテーマは着ホラーとなっている。
- おやすみギャグのコーナー
その名の通り、鈴木がギャグを言うコーナー。そのギャグで番組が終わる。

## 関連番組
- インパルスのラジオパニック（放送開始日が同日）
- はねるのトびら
- 芸人魂～dead or alive～
- ドランクドラゴンのオールナイトニッポンR（2002年10月30日、2003年3月11日、2006年）